# Alive (Jessie J)
Alive è il secondo album in studio della cantante inglese Jessie J, che è stato pubblicato il 23 settembre 2013 dalle etichette discografiche Lava Records e Universal Republic. Secondo Mediatraffic l'album ha avuto un discreto successo, nonostante non sia stato pubblicato mondialmente.

## Accoglienza
Il disco è stato analizzato dalla critica musicale che ha approvato la voce dell'artista e la sua spontaneità, nonostante voci fuori dal coro abbiano disertato l'album perché «generico». Il sito Gigwise ha dato all'album una recensione discretamente positiva, assegnandogli 6 stelle su 10 e dichiarando che «il secondo album di Jessie J prova sicuramente il suo talento nel canto, ma nonostante tutto Alive è una carrellata di bei brani e testi coinvolgenti il che è abbastanza simile a quello che ha fatto nel precedente album o a quello che deve essere rimasto fuori dal progetto». Virgin Media ha anche conferito un responso all'album, riservandogli 3 stelle su 5 e dichiarando che «Jessie J ha superato gli ostacoli, ormai non è più considerata una cantante discreta e una cantautrice standardizzata, diventando una popstar di serie A. Con il successore del suo pazzesco successo, quattro volte platino Who You Are, la cantante e (ex) giudice del talent show chiamata Jessie Cornish ha ottenuto la sua occasione e anche di più. Alive è un album migliore del suo predecessore con minor ritmi banali e con più possibilità per la personalità e il carisma di Jessie di brillare».
London Evening Standard ha riservato un'opinione molto positiva all'album dandogli 4 stelle su 5, e dando a Jessie della «risposta molto inglese a Katy Perry» e dichiarando che l'album «è pop assordante, molto ventunesimo secolo, lo è l'inno all'autostima Harder We Fall, la chiacchierona It's My Party e l'ipnotica meraviglia Square One. E lei è favolosamente divertente in Daydreamin’. È a corto di cuore ma ha un materiale genuino (Conquer the World, un duetto con Brandy), qualità da super star e un bisogno quasi infantile di piacere».

## Tracce
1. It's My Party – 3:39 (Jessica Cornish, Claude Kelly, John Larderi, Colin Norman)
2. Thunder – 3:35 (Jessica Cornish, Tor E. Hermansen, Mikkel S. Eriksen, Benjamin Levin, Claude Kelly)
3. Square One – 3:46 (Jessica Cornish, Tom Barnes, Peter Kelleher, Ben Kohn)
4. Sexy Lady – 3:13 (Jessica Cornish, Joshua Coleman, Claude Kelly)
5. Harder We Fall – 3:57 (Jessica Cornish, Lukasz Gottwald, Ammar Malik, Daniel Omelio, Henry Walter)
6. Breathe – 3:57 (Jessica Cornish, Sia Furler, Tor E. Hermansen, Mikkel S. Eriksen)
7. I Miss Her – 3:58 (Jessica Cornish, Claude Kelly, Charles T. Harmony)
8. Daydreamin' – 2:47 (Jessica Cornish, Josh Abraham, Oliver Goldstein)
9. Excuse My Rude (feat. Becky G) – 3:07 (Jessica Cornish, Rebecca Marie Gomez, Lukasz Gottwald, Niles Hollow-Dhar, Malik Walter)
10. Wild (feat. Big Sean e Dizzee Rascal) – 3:54 (Jessica Cornish, Coleman Kelly, Sean Anderson, Dylan Mills)
11. Gold – 3:24 (Jessica Cornish, Lukasz Gottwald, Claude Kelly, Henry Walter)
12. Conquer The World (feat. Brandy) – 3:26 (Jessica Cornish, Claude Kelly, John Webb, Anders Froen, J. DeBardlabon)
13. Alive – 3:24 (Jessica Cornish, Claude Kelly, Rodney Jerkins)

Tracce bonus nell'edizione deluxe
1. Unite – 3:51 (Jessica Cornish, Sia Furler, Tor E. Hermansen, Mikkel S. Eriksen)
2. Hero – 3:19 (Jessica Cornish, Moore, El-Bergamy, Lorne Alistair Tennant, Camille Purcell)
3. Magnetic – 3:54 (Jessica Cornish, Richard Rawson, Peter Ibsen, Lorne Alistair Tennant)
4. It's My Party (All About She UKG Remix) – 3:44 (Jessica Cornish, Claude Kelly, John Larderi, Colin Norman)

Tracce bonus nell'edizione oceanica
1. Wild (feat. Big Sean) – 3:43 (Jessica Cornish, Coleman Kelly, Sean Anderson)

## Classifiche
| Classifica (2013) | Posizione massima |
| ----------------- | ----------------- |
| Australia         | 7                 |
| Austria           | 36                |
| Belgio (Fiandre)  | 26                |
| Belgio (Vallonia) | 34                |
| Francia           | 104               |
| Germania          | 35                |
| Irlanda           | 6                 |
| Nuova Zelanda     | 18                |
| Regno Unito       | 3                 |
| Spagna            | 19                |
| Svizzera          | 15                |